# Kimi wa Melody
„Kimi wa Melody” (jap. 君はメロディー Kimi wa Merodii) – czterdziesty trzeci singel japońskiego zespołu AKB48, wydany w Japonii 9 marca 2016 roku przez You! Be Cool.
Singel został wydany w jedenastu edycjach: pięciu regularnych i pięciu limitowanych (Type A, Type B, Type C, Type D, Type E) oraz „teatralnej” (CD). Osiągnął 1 pozycję w rankingu Oricon i pozostał na liście przez 35 tygodni. Singel zdobył status płyty Milion.

## Lista utworów
Wszystkie utwory zostały napisane przez Yasushiego Akimoto.

### Type A
| CD | CD                                                                     | CD            | CD                   | CD      |
| Nr | Tytuł utworu                                                           | Kompozycja    | Aranżacja            | Długość |
| -- | ---------------------------------------------------------------------- | ------------- | -------------------- | ------- |
| 1. | „Kimi wa Melody” (jap. 君はメロディー)                                 | you-me        | Yūichi "Masa" Nonaka | 4:45    |
| 2. | „LALALA Message” (jap. LALALAメッセージ) (wyk. AKB48 Jisedai Senbatsu) | Keiichi Kondō | Keiichi Kondō        | 5:12    |
| 3. | „Gonna Jump” (wyk. SKE48)                                              | Yūki Shimada  | Yūichi "Masa" Nonaka | 4:59    |
| 4. | „Kimi wa Melody” (jap. 君はメロディー) (off vocal ver.)                | you-me        | Yūichi "Masa" Nonaka | 4:45    |
| 5. | „LALALA Message” (jap. LALALAメッセージ) (off vocal ver.)              | Keiichi Kondō | Keiichi Kondō        | 5:12    |
| 6. | „Gonna Jump” (off vocal ver.)                                          | Yūki Shimada  | Yūichi "Masa" Nonaka | 4:59    |

| DVD | DVD                                                    | DVD     |
| Nr  | Tytuł utworu                                           | Długość |
| --- | ------------------------------------------------------ | ------- |
| 1.  | „Kimi wa Melody” (jap. 君はメロディー) (Music Video)   | 6:41    |
| 2.  | „LALALA Message” (jap. LALALAメッセージ) (Music Video) | 5:28    |
| 3.  | „Gonna Jump” (Music Video)                             | 5:07    |

### Type B
| CD | CD                                                                     | CD             | CD                   | CD      |
| Nr | Tytuł utworu                                                           | Kompozycja     | Aranżacja            | Długość |
| -- | ---------------------------------------------------------------------- | -------------- | -------------------- | ------- |
| 1. | „Kimi wa Melody” (jap. 君はメロディー)                                 | you-me         | Yūichi "Masa" Nonaka | 4:45    |
| 2. | „LALALA Message” (jap. LALALAメッセージ) (wyk. AKB48 Jisedai Senbatsu) | Keiichi Kondō  | Keiichi Kondō        | 5:12    |
| 3. | „Shigamitsuita seishun” (jap. しがみついた青春) (wyk. NMB48)           | Daisuke Toyama | Seiji Mutō           | 4:19    |
| 4. | „Kimi wa Melody” (jap. 君はメロディー) (off vocal ver.)                | you-me         | Yūichi "Masa" Nonaka | 4:45    |
| 5. | „LALALA Message” (jap. LALALAメッセージ) (off vocal ver.)              | Keiichi Kondō  | Keiichi Kondō        | 5:12    |
| 6. | „Shigamitsuita seishun” (jap. しがみついた青春) (off vocal ver.)       | Daisuke Toyama | Seiji Mutō           | 4:19    |

| DVD | DVD                                                           | DVD     |
| Nr  | Tytuł utworu                                                  | Długość |
| --- | ------------------------------------------------------------- | ------- |
| 1.  | „Kimi wa Melody” (jap. 君はメロディー) (Music Video)          | 6:41    |
| 2.  | „LALALA Message” (jap. LALALAメッセージ) (Music Video)        | 5:28    |
| 3.  | „Shigamitsuita seishun” (jap. しがみついた青春) (Music Video) | 4:31    |

### Type C
| CD | CD                                                                     | CD             | CD                   | CD      |
| Nr | Tytuł utworu                                                           | Kompozycja     | Aranżacja            | Długość |
| -- | ---------------------------------------------------------------------- | -------------- | -------------------- | ------- |
| 1. | „Kimi wa Melody” (jap. 君はメロディー)                                 | you-me         | Yūichi "Masa" Nonaka | 4:45    |
| 2. | „LALALA Message” (jap. LALALAメッセージ) (wyk. AKB48 Jisedai Senbatsu) | Keiichi Kondō  | Keiichi Kondō        | 5:12    |
| 3. | „Make noise” (wyk. HKT48)                                              | Daisuke Toyama | Hiroshi Sasaki       | 4:27    |
| 4. | „Kimi wa Melody” (jap. 君はメロディー) (off vocal ver.)                | you-me         | Yūichi "Masa" Nonaka | 4:45    |
| 5. | „LALALA Message” (jap. LALALAメッセージ) (off vocal ver.)              | Keiichi Kondō  | Keiichi Kondō        | 5:12    |
| 6. | „Make noise” (off vocal ver.)                                          | Daisuke Toyama | Hiroshi Sasaki       | 4:27    |

| DVD | DVD                                                    | DVD     |
| Nr  | Tytuł utworu                                           | Długość |
| --- | ------------------------------------------------------ | ------- |
| 1.  | „Kimi wa Melody” (jap. 君はメロディー) (Music Video)   | 6:41    |
| 2.  | „LALALA Message” (jap. LALALAメッセージ) (Music Video) | 5:28    |
| 3.  | „Make noise” (Music Video)                             | 4:35    |

### Type D
| CD | CD                                                                     | CD               | CD                   | CD      |
| Nr | Tytuł utworu                                                           | Kompozycja       | Aranżacja            | Długość |
| -- | ---------------------------------------------------------------------- | ---------------- | -------------------- | ------- |
| 1. | „Kimi wa Melody” (jap. 君はメロディー)                                 | you-me           | Yūichi "Masa" Nonaka | 4:45    |
| 2. | „LALALA Message” (jap. LALALAメッセージ) (wyk. AKB48 Jisedai Senbatsu) | Keiichi Kondō    | Keiichi Kondō        | 5:12    |
| 3. | „Max toki 315-gō” (jap. Maxとき315号) (wyk. NGT48)                     | Kazuya Matsumoto | Kazuya Matsumoto     | 4:45    |
| 4. | „Kimi wa Melody” (jap. 君はメロディー) (off vocal ver.)                | you-me           | Yūichi "Masa" Nonaka | 4:45    |
| 5. | „LALALA Message” (jap. LALALAメッセージ) (off vocal ver.)              | Keiichi Kondō    | Keiichi Kondō        | 5:12    |
| 6. | „Max toki 315-gō” (jap. Maxとき315号) (off vocal ver.)                 | Kazuya Matsumoto | Kazuya Matsumoto     | 4:45\   |

| DVD | DVD                                                    | DVD     |
| Nr  | Tytuł utworu                                           | Długość |
| --- | ------------------------------------------------------ | ------- |
| 1.  | „Kimi wa Melody” (jap. 君はメロディー) (Music Video)   | 6:41    |
| 2.  | „LALALA Message” (jap. LALALAメッセージ) (Music Video) | 5:28    |
| 3.  | „Max toki 315-gō” (jap. Maxとき315号) (Music Video)    | 5:54    |

### Type E
| CD | CD                                                                     | CD                             | CD                   | CD      |
| Nr | Tytuł utworu                                                           | Kompozycja                     | Aranżacja            | Długość |
| -- | ---------------------------------------------------------------------- | ------------------------------ | -------------------- | ------- |
| 1. | „Kimi wa Melody” (jap. 君はメロディー)                                 | you-me                         | Yūichi "Masa" Nonaka | 4:45    |
| 2. | „LALALA Message” (jap. LALALAメッセージ) (wyk. AKB48 Jisedai Senbatsu) | Keiichi Kondō                  | Keiichi Kondō        | 5:12    |
| 3. | „Mazariau mono” (jap. 混ざり合うもの) (wyk. NogizakaAKB)               | Daisuke Toyama, Yōhei Tanimura | Makoto Wakatabe      | 4:58    |
| 4. | „Kimi wa Melody” (jap. 君はメロディー) (off vocal ver.)                | you-me                         | Yūichi "Masa" Nonaka | 4:45    |
| 5. | „LALALA Message” (jap. LALALAメッセージ) (off vocal ver.)              | Keiichi Kondō                  | Keiichi Kondō        | 5:12    |
| 6. | „Mazariau mono” (jap. 混ざり合うもの) (off vocal ver.)                 | Daisuke Toyama, Yōhei Tanimura | Makoto Wakatabe      | 4:58    |

| DVD | DVD                                                    | DVD     |
| Nr  | Tytuł utworu                                           | Długość |
| --- | ------------------------------------------------------ | ------- |
| 1.  | „Kimi wa Melody” (jap. 君はメロディー) (Music Video)   | 6:41    |
| 2.  | „LALALA Message” (jap. LALALAメッセージ) (Music Video) | 5:28    |
| 3.  | „Mazariau mono” (jap. 混ざり合うもの) (Music Video)    | 4:59    |

### Wer. teatralna
| CD | CD                                                                     | CD              | CD                   | CD      |
| Nr | Tytuł utworu                                                           | Kompozycja      | Aranżacja            | Długość |
| -- | ---------------------------------------------------------------------- | --------------- | -------------------- | ------- |
| 1. | „Kimi wa Melody” (jap. 君はメロディー)                                 | you-me          | Yūichi "Masa" Nonaka | 4:45    |
| 2. | „LALALA Message” (jap. LALALAメッセージ) (wyk. AKB48 Jisedai Senbatsu) | Keiichi Kondō   | Keiichi Kondō        | 5:12    |
| 3. | „M.T. ni sasagu” (jap. M.T.に捧ぐ) (wyk. Team A)                       | Hiroshi Yoshida | Hiroshi Yoshida      |         |
| 4. | „Kimi wa Melody” (jap. 君はメロディー) (off vocal ver.)                | you-me          | Yūichi "Masa" Nonaka | 4:45    |
| 5. | „LALALA Message” (jap. LALALAメッセージ) (off vocal ver.)              | Keiichi Kondō   | Keiichi Kondō        | 5:12    |
| 6. | „M.T. ni sasagu” (jap. M.T.に捧ぐ) (off vocal ver.)                    | Hiroshi Yoshida | Hiroshi Yoshida      |         |

## Skład zespołu
| „Kimi wa Melody” |
| --- |
| - AKB48 Team A: Anna Iriyama, Haruna Kojima, Haruka Shimazaki, Minami Takahashi, Yui Yokoyama - AKB48 Team K: Minami Minegishi, Mion Mukaichi - AKB48 Team B: Rena Katō, Yuria Kizaki, Mayu Watanabe - AKB48 Team B / NGT48 Team NIII: Yuki Kashiwagi - SKE48 Team S: Jurina Matsui - NMB48 Team N / AKB48 Team K: Sayaka Yamamoto - HKT48 Team H: Rino Sashihara - HKT48 Team KIV / AKB48 Team A: Sakura Miyawaki (środek) - NGT48 Team NIII: Rie Kitahara - SNH48 Team SII / SKE48 Team S: Sae Miyazawa - Byłe członkinie: Atsuko Maeda, Yūko Ōshima, Mariko Shinoda, Tomomi Itano |

| „LALALA Message” |
| --- |
| - AKB48 Team A: Anna Iriyama, Nana Ōwada, Megu Taniguchi - AKB48 Team K: Mion Mukaichi (środek), Yūka Tano, Tomu Mutō - AKB48 Team B: Ryōka Ōshima, Rena Katō, Yuria Kizaki, Moe Gotō - AKB48 Team 4: Nana Okada, Saya Kawamoto, Mako Kojima, Haruka Komiyama, Juri Takahashi, Yuiri Murayama |

| „Gonna Jump” |
| --- |
| - SKE48 Team S: Rion Azuma, Masana Ōya, Jurina Matsui - SKE48 Team S / AKB48 Team 4: Ryōha Kitagawa - SKE48 Team KII: Yuna Ego, Mina Ōba, Sarina Sōda, Akane Takayanagi, Nao Furuhata - SKE48 Team E: Rara Gotō (środek), Kanon Kimoto, Haruka Kumazaki, Aya Shibata, Maya Sugawara, Akari Suda, Marika Tani |

| „Shigamitsuita seishun” |
| --- |
| - NMB48 Team N: Yuri Ōta, Yūka Katō, Kei Jōnishi, Ririka Sutō, Akari Yoshida - NMB48 Team N/ AKB48 Team K: Sayaka Yamamoto (środek) - NMB48 Team M: Azusa Uemura, Airi Tanigawa, Reina Fujie, Sae Murase, Fūko Yagura - NMB48 Team M / AKB48 Team A: Miru Shiroma - NMB48 Team BII: Konomi Kusaka, Nagisa Shibuya, Shū Yabushita, Miyuki Watanabe |

| „Make noise” |
| --- |
| - HKT48 Team H: Rino Sashihara (środek), Chihiro Anai, Mashiro Ui, Yui Kōjina, Riko Sakaguchi, Meru Tashima, Miku Tanaka, Natsumi Matsuoka - HKT48 Team H / AKB48 Team K:: Haruka Kodama - HKT48 Team H / AKB48 Team B: Nako Yabuki - HKT48 Team KIV: Aika Ōta, Serina Kumazawa, Aoi Motomura, Madoka Moriyasu - HKT48 Team KIV / AKB48 Team A: Sakura Miyawaki - HKT48 Team KIV / AKB48 Team 4: Mio Tomonaga |

| „Max toki 315-gō” |
| --- |
| - NGT48 Team NIII: Moeka Takakura (środek), Yuka Ogino, Tsugumi Oguma, Minami Katō, Rie Kitahara, Anju Satō, Riko Sugahara, Ayaka Tano, Rika Nakai, Marina Nishigata, Rena Hasegawa, Hinata Honma, Fūka Murakumo, Maho Yamaguchi, Noe Yamada - NGT48 Kenkyūsei: Yuria Ōtaki, Yuria Kado, Aina Kusakabe, Reina Seiji, Mau Takahashi, Ayuka Nakamura, Miharu Nara, Nanako Nishimura, Ayaka Mizusawa, Aya Miyajima |

| „Mazariau mono” |
| --- |
| - AKB48 Team A: Haruna Kojima (środek), Anna Iriyama, Haruka Shimazaki, Nana Ōwada, Yui Yokoyama - AKB48 Team B: Rena Katō - AKB48 Team B / NGT48 Team NIII: Yuki Kashiwagi - SKE48 Team S: Jurina Matsui - HKT48 Team H: Rino Sashihara - HKT48 Team KIV: Sakura Miyawaki - Nogizaka46 1st gen: Erika Ikuta, Reika Sakurai, Mai Shiraishi, Nanase Nishino, Mai Fukagawa, Sayuri Matsumura |

| „M.T. ni sasagu” |
| --- |
| - AKB48 Team A: Anna Iriyama, Karen Iwata, Shizuka Ōya, Nana Ōwada, Mayu Ogasawara, Natsuki Kojima, Haruna Kojima, Yukari Sasaki, Haruka Shimazaki, Kayoko Takita, Megu Taniguchi, Chiyori Nakanishi, Mariko Nakamura, Rena Nishiyama, Rina Hirata, Yui Hiwatashi, Ami Maeda, Miho Miyazaki, Yui Yokoyama (środek) - AKB48 Team 8 / AKB48 Team A: Nanami Yamada - NMB48 Team M / AKB48 Team A: Miru Shiroma - HKT48 Team KIV / AKB48 Team A: Sakura Miyawaki |

## Notowania
| Lista                             | Pozycja |
| --------------------------------- | ------- |
| Oricon Weekly Singles Chart       | 1       |
| Oricon Yearly Singles Chart       | 2       |
| Billboard Japan Hot 100           | 1       |
| Billboard Japan Hot Singles Sales | 1       |

## Sprzedaż
| Dane wg         | Sprzedaż   |
| --------------- | ---------- |
| Oricon          | 1 296 593  |
| Billboard Japan | 1 470 789+ |

## Wersja BNK48
Grupa BNK48 wydała własną wersję piosenki, zatytułowaną „Kimi wa Melody (Ter Keu... Melody)” (taj. Kimi wa Melody (เธอคือ...เมโลดี้)), jako czwarty singel. Ukazał się 21 września 2018 roku. Sprzedał się w liczbie 340 tys. egzemplarzy.

### Lista utworów
| CD | CD                                                                         | CD                        | CD                  | CD      |
| Nr | Tytuł utworu                                                               | Tekst                     | Oryginalna piosenka | Długość |
| -- | -------------------------------------------------------------------------- | ------------------------- | ------------------- | ------- |
| 1. | „Kimi wa Melody (Ter Keu... Melody)” (taj. Kimi wa Melody (เธอคือ...เมโลดี้)) | Tanupop Notayanont        | „Kimi wa Melody”    | 4:44    |
| 2. | „Tsugi no Season (Reu Doo Mai)” (taj. Tsugi no Season (ฤดูใหม่))             | Pongchuk Pissathanporn    | „Tsugi no Season”   | 4:25    |
| 3. | „Yume e no Route (Meun Sen Tang)” (taj. Yume e no Route (หมื่นเส้นทาง))       | Saowanee Kanchananorasiri | „Yume e no Route”   | 3:58    |
| 4. | „Kimi wa Melody (Ter Keu... Melody)” (Off Vocal ver.)                      |                           | „Kimi wa Melody”    | 4:44    |
| 5. | „Tsugi no Season (Reu Doo Mai)” (Off Vocal ver.)                           |                           | „Tsugi no Season”   | 4:25    |
| 6. | „Yume e no Route (Meun Sen Tang)” (Off Vocal ver.)                         |                           | „Yume e no Route”   | 3:58    |

### Notowania
| Lista                    | Pozycja |
| ------------------------ | ------- |
| Spotify Top 200 Thailand | 13      |